# پی‌اس‌پی گو

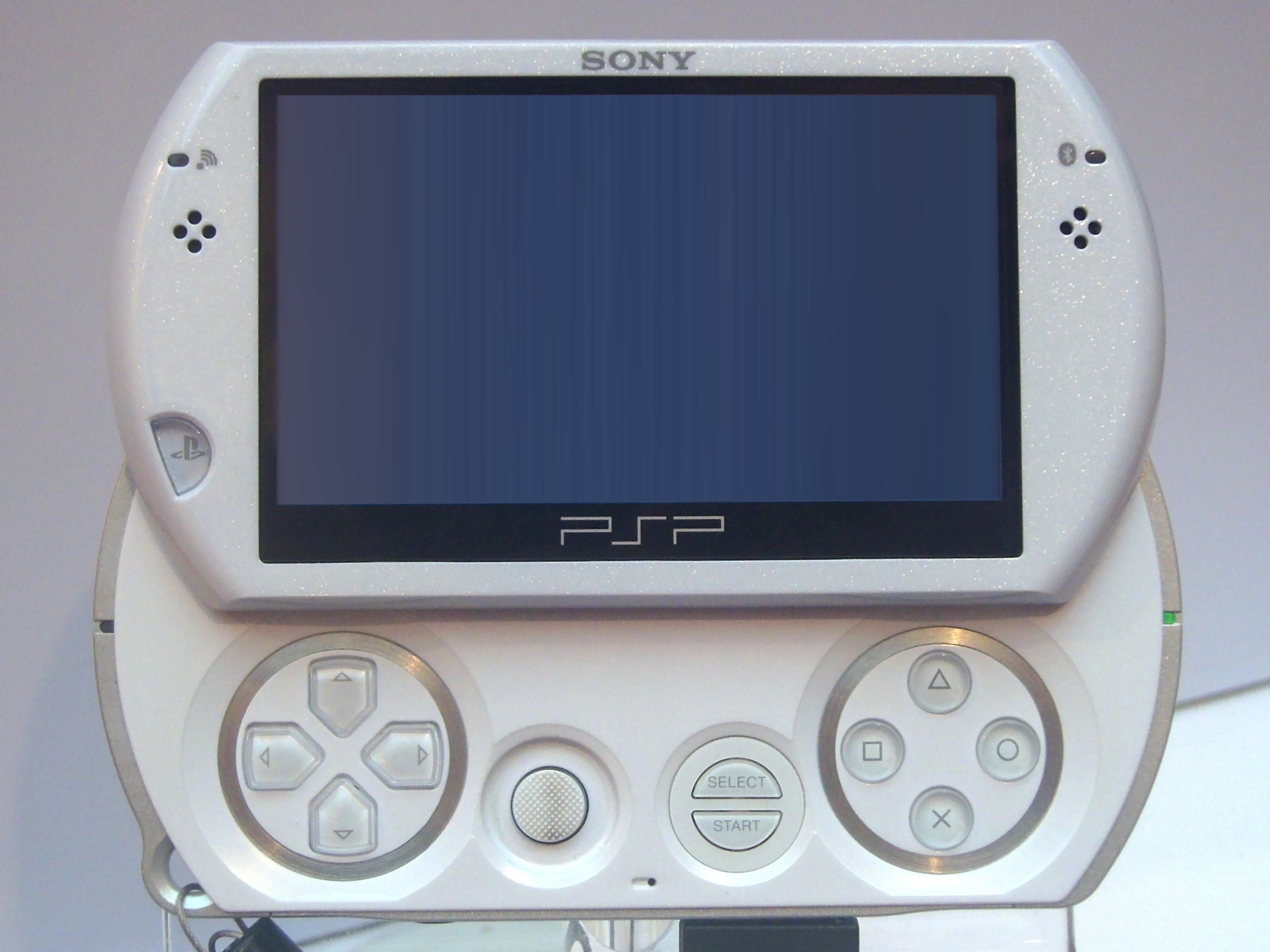
پی‌اس‌پی گو(psp go)

پی‌اس‌پی گو (به انگلیسی: PSP Go) (مدل PSP-N1000) یک نسخه از پلی‌استیشن همراه است که توسط سونی معرفی شد. دارای حافظه ۱۶ گیگابایتی. و در ۱ اکتبر ۲۰۰۹ برای آمریکا و اروپا منتشر می‌شود؛ و اولین بار در ای۳ ۲۰۰۹ معرفی شد.